# Tegan Nox
Steffanie Rhiannon Newell (Bargoed, 15 de noviembre de 1994) es una luchadora profesional galesa. Actualmente compite en el circuito independiente bajo el nombre de Nixon Newell. Es conocida por haber trabajado para la empresa WWE, donde se presentó bajo el nombre de Tegan Nox. 
También ha luchado en el circuito independiente británico con el nombre de Nixon Newell, notablemente para promociones como Attack!, PROGRESS y Fight Club: Pro. 

## Primeros años
De pequeña, Newell jugó fútbol para varios equipos de su zona y en algún punto participó en pruebas para el Cardiff City y la Selección Nacional de Gales. A la edad de 13, sufrió una lesión en la rodilla que le costaría un puesto en el equipo juvenil. A los 16 años, se retiraría del fútbol definitivamente, tomándose un descanso indefinido de cualquier deporte, mencionó su lesión en la rodilla y su falta de pasión por el deporte como las principales razones.
Poco después, encontró una escuela de lucha libre en Port Talbot y comenzó a entrenar con Dave Stewart y "Wild Boar" Mike Hitchman. Dijo que el estímulo de su difunto abuelo para seguir una carrera en la lucha profesional fue su principal inspiración. Además del fútbol, jugó netball y rugby cinta. A pesar de jugar fútbol la mayor parte de su niñez, Newell creció como fanática de la lucha libre profesional luego de comenzar a verla a la edad de cinco, cita a Molly Holly como su luchadora favorita y oponente soñada.

## Carrera

### Attack! Pro Wrestling (2013–2017)
Newell debutó para Attack! Pro Wrestling en julio de 2014, compitiendo tres veces en el mismo programa. Primero derrotó a Lana Austin y más tarde en la noche se unió a Austin para derrotar a Mark Andrews y Pete Dunne para ganar el  Campeonato 24/7 de Attack por segunda vez en su carrera. Más tarde esa noche, Newell y Austin perdieron el campeonato ante Mike Bird en un partido de handicap.
Newell debutó con su personaje de Luchadora The Explorer el 24 de enero de 2015, haciendo equipo con Brookes en una derrota ante The Anti-Fun Police (Damian Dunne y Ryan Smile). Ella compitió como Luchadora una vez más el 14 de febrero, ganando una lucha especial por invitación. En enero de 2016, Newell se alineó con Mark Andrews, formando el equipo extremadamente popular conocido como Bayside High. En su primer partido como equipo, Newell y Andrews derrotaron a #CCK (Brookes y Kid Lykos). Dos días después, el 3 de abril, Bayside High se convirtió en el nuevo Attack: Pro! Tag Team Champions, derrotando a #CCK. El dúo retuvo los títulos hasta agosto, cuando los perdieron de regreso a CCK en un combate de TLC.
A finales de 2016, Newell se convirtió en una villana, abandonando Bayside High y alineándose con Pete Dunne. En su primer partido juntos, Dunne y Newell (vestidos como las iteraciones del Escuadrón Suicida de The Joker y Harley Quinn, respectivamente) derrotaron a Martin Kirby y El Ligero (vestidos como Kevin Owens y El Genérico, respectivamente). 

### Fight Club: Pro (2015-2017)
Nixon Newell fue la primera mujer en luchar en la promoción basada en Wolverhampton, Fight Club: Pro en 2015, donde compitió en un partido de 4 en el torneo infinito contra Chris Brookes, Dan Moloney y Eddie Dennis.
Debido a la partida de Newell a la WWE, Fight Club: Pro la honró con un espectáculo que lleva el nombre de su "Primera mujer del club de lucha", donde Nixon solicitó enfrentar a Candice LeRae. Este partido terminó después de que Newell golpeó a LeRae con el Shiniest Wizard.
El último partido de FCP de Newell tuvo lugar en Dream Tag Team Invitational (Noche 1), donde fue una participante sorpresa en un partido de 6 vías.

### Progress Wrestling (2016)
Newell debutó para Progress Wrestling el 28 de agosto de 2016, derrotando a Alex Windsor. El 27 de noviembre, ingresó en el Torneo Natural Progression Series IV (un torneo de eliminación única para coronar a la primera Campeona de Progreso Femenina), derrotando a Katey Harvey en la primera ronda.

### Shimmer Women Athletes (2016)
Newell debutó para la promoción estadounidense femenina Shimmer Women Athletes en el Volumen 81, primero perdiendo ante Veda Scott y luego perdiendo ante Nicole Matthews al día siguiente en el volumen 82. En el Volumen 84, Newell obtuvo su primera victoria en Shimmer, derrotando a Scott.

### What Culture Pro Wrestling (2016–2017)
Newell debutó para What Culture Pro Wrestling (WCPW) el 27 de julio en Loaded # 5, derrotando a Bea Priestley, pero fue derrotado por Priestley al día siguiente. El 24 de agosto, Newell y Priestley se enfrentaron una vez más, esta vez en un último combate femenino para coronar a la primera Campeona Femenina WCPW, ganada por Newell. El 13 de febrero de 2017, Newell perdió el Campeonato Femenino WCPW ante Bea Priestley en un partido sin descalificación. 

### World Wonder Ring Stardom (2017)
En enero de 2017, Newell se embarcó en su primera gira por Japón, compitiendo para Stardom. En su primer combate, ella y Kay Lee Ray derrotaron a Oedo Tai (Kris Wolf y Viper). El 29 de enero, retó a Kairi Hojo a un combate por el Campeonato Maravilla de Stardom, en el cual perdió.

### WWE (2017-2021)
En abril de 2017, se reportó que Newell había firmado un contrato con WWE. También se informó que había sido reemplazada en el Mae Young Classic de 2017, debido a un desgarro en su ligamento cruzado anterior, lesión que sufrió incluso antes de que comenzara el torneo. Hizo su regreso al ring el 13 de abril de 2018, durante un evento en vivo de la marca NXT, donde hizo equipo con Dakota Kai para derrotar a Reina González y Vanessa Borne. Después de ser anunciada como competidora en la segunda edición del Mae Young Classic, Newell ingresó al torneo el 8 de agosto, con el nombre de Tegan Nox, derrotando a Zatara en la primera ronda. Al siguiente día, derrotó a Nicole Matthews en la segunda, antes de antes de sufrir otra lesión en la rodilla durante los cuartos de final, en los que se enfrentó a Rhea Ripley. Después de que el combate se estrenó en WWE Network, Nox publicó en Twitter que había sufrido numerosas lesiones durante el combate, entre ellas: un desgarro de LCA, un ligamento colateral tibial, un ligamento colateral lateral, un menisco y una dislocación rotuliana.
El 25 de junio de 2019, Nox hizo su regreso al ring durante un evento en vivo de NXT, realizado en Orlando, Florida. El 11 de septiembre, Nox debutó en la marca NXT UK, derrotando a Shax en un combate. Más tarde, Nox comenzó un feudo con la Campeona Femenina de NXT UK, Kay Lee Ray, la cual las llevó a una lucha no titular en el episodio del 3 de octubre de NXT UK, donde Nox fue derrotada. En el episodio del 16 de octubre de NXT, hizo su regreso a la marca, derrotando a Taynara. Tiempo después, comenzó a hacer equipo con su vieja amiga, Dakota Kai. Juntas derrotaron a Jessamyn Duke y Marina Shafir en el episodio del 23 de octubre de NXT, ganando el derecho de ser las contendientes número uno a los Campeonatos Femeninos en Parejas de WWE. Nox y Kai perdieron en su combate titular contra las campeonas en curso, The Kabuki Warriors (Asuka y Kairi Sane), mismo que se dio en el episodio del 30 de octubre de NXT. Dos días después, en el episodio del 1 de noviembre de SmackDown, Nox y Rhea Ripley fueron dos de las muchas superestrellas de NXT que invadieron el programa, retando a Mandy Rose y Sonya Deville a un combate entre equipos, del cual Nox y Ripley emergieron victoriosas. Más tarde esa misma noche, se unió a Triple H y al resto del elenco de NXT para declararle la guerra a ambas marcas del roster principal, Raw y SmackDown, y prometieron ganar la batalla entre rosters en el evento Survivor Series de 2019. En paralelo a esto, en NXT fue seleccionada por Ripley para unirse a su equipo como parte de un combate de estipulación WarGames que se llevaría a cabo en NXT TakeOver: WarGames. El 23 de noviembre en el evento, justo antes de que la lucha tomara lugar, Mia Yim, una de las integrantes del equipo Ripley, fue atacada en backstage, dejándola fuera del encuentro y siendo reemplazada por Dakota Kai. El equipo Ripley logró derrotar al equipo de Shayna Baszler, sin embargo, Nox nunca entró a la contienda debido a que Kai cambió a heel (ruda) y la atacó para que no pudiera competir.
Después de estar un tiempo fuera de acción debido a la historia del ataque, que le provocó una lesión, regresó en el episodio del 15 de enero de 2020 de NXT, donde compitió en una batalla real para determinar a la contendiente número uno al Campeonato Femenino de NXT. En el mismo, Kai, quien no era parte de la contienda, interfirió y provocó su eliminación para evitar que ganara. En el episodio del 29 de enero de NXT, Nox derrotó a Kai usando una rodillera, acción que logró realizar luego de que Candice LeRae efectuara una interferencia para distraer al referí. En el episodio del 9 de julio de 2021, en SmackDown, Nox hizo su debut en el roster principal haciendo equipo con Shotzi para ser conocidas como Shotzi & Nox. Juntas derrotaron a las Campeonas Femeninas en Parejas de WWE, Natalya y Tamina, en una lucha no titular. Las dos derrotarían a Natalya y Tamina en numerosas luchas por equipos, pero nunca recibieron una lucha por el campeonato. Como parte del Draft 2021, Nox fue trasladada a la marca Raw mientras que Shotzi permaneció en SmackDown, lo que provocó la disolución de la alianza que tenían. El 18 de noviembre, fue liberada de su contrato con WWE sin aparecer nunca en Raw.

### Regreso a WWE (2022-2024)
En el episodio del 2 de diciembre de 2022 de SmackDown, Nox hizo su regreso a la empresa ayudando a Liv Morgan a atacar a las integrantes de Damage CTRL (Bayley, Dakota Kai, e Iyo Sky).
En el Main Event emitido el 18 de mayo, fue derrotada por Nikki Cross y a la siguiente semana en el Main Event emitido el 25 de mayo cambio a heel derrotando a Dana Brooke. En el episodio de Main Event emitido el 21 de septiembre, derrotó a Xia Li, la siguiente semana en el episodio de Raw, derrotó a Natalya ganando una oportunidad por el Campeonato Femenino de NXT. El 1 de noviembre de 2024, fue liberada de su contrato por WWE.

### Circuito independiente (2024-presente)
El 6 de noviembre de 2024, se anunció que Newell regresaría a Attack! Pro Wrestling los días 14 y 15 de diciembre, pero su aparición fue cancelada.

## Personaje y estilo de lucha libre
Newell ha comentado que el nombre de «Tegan Nox» es un tributo tanto a su herencia galesa como a su fanatismo por la franquicia de Harry Potter. Esto último también se relaciona con su apodo: «The Girl with the Shiniest Wizard» (inglés para «La chica con la Shinning Wizard más potente»), ya que usa un shining wizard, como uno de sus movimientos finales. Durante su tiempo en NXT, se autodenomino como «Lady Kane» (inglés para «Dama Kane»), un apodo que se dio a sí misma en honor a su superestrella favorita de WWE, Kane, además de adoptar el movimiento final del mismo, el chokeslam.

## Otros medios
Newell hizo su debut en los videojuegos como personaje jugable en WWE 2K22.

## Vida personal
Hablando para el programa en línea de WWE, The Bump, Newell confirmó que es bisexual. La luchadora comentó lo siguiente: «Para mí, siempre ha sido, como, no todo se trata del género. Si alguien me hace reír y me hace sentir bien y son buenas personas, estoy dentro. No importa si son hombres, mujeres, no me importa».

## Campeonatos y logros
- Attack! Pro Wrestling
  - ATTACK! 24/7 Championship (3 veces) – por ella misma (2 veces), con Lana Austin (1 vez)
  - ATTACK! Tag Team Championship (1 vez) – con Mark Andrews

- British Empire Wrestling
  - British Empire Woman's Championship (1 vez)

- DDT Pro-Wrestling
  - Ironman Heavymetalweight Championship (2 veces)

- Southside Wrestling Entertainment
  - SWE Tag Team Championship (1 vez) – con PJ Black
  - Queen of Southside Championship (1 vez)

- What Culture Pro Wrestling/Defiant Wrestling
  - WCPW Women's Championship (1 vez e inaugural)